# Reserva ovárica
La reserva ovárica es el término que hace referencia a la cantidad de ovocitos de los que dispone una mujer en un determinado momento de su vida. 
Este dato se utiliza para determinar el estado de su Fertilidad.

Una reserva ovárica disminuida, es un proceso irreversible y de velocidad variable, describe a mujeres cuyo número de óvulos está reducido, en comparación con otras mujeres de la misma edad. 

## Historia
El término utilizado actualmente de reserva solamente se refiere a la cantidad de ovocitos restantes, no a la calidad de los mismos. Se considera que el número es mal predictor de este último parámetro de los ovocitos.

## Características
La mitosis de las ovogonias inicia en la tercera semana del desarrollo fetal intrauterino. Alrededor de la quinta a la séptima semana, aproximadamente 10,000 ovogonias han sido generadas. Durante la vida fetal, se observa el pico de folículos ováricos, disminuyendo antes del nacimiento. Después del parto, no existe capacidad de regeneración de las ovogonias. Al nacer, una niña posee entre 1 y 2 millones (2  000   000) de ovocitos, reduciéndose a alrededor de 400,000 en la pubertad. En promedio, una mujer experimenta 400-500 ciclos menstruales en su vida reproductiva. Considerando que normalmente solo un ovocito se ovula en cada ciclo, se estima que alrededor de '400   ovocitos maduran y son ovulados a lo largo de la vida fértil de la mujer, mientras que el resto sufre atresia.
La fertilidad óptima de la mujer se encuentra aproximadamente entre los 18 y 31 años, disminuyendo significativamente a partir de esa edad hasta la menopausia, que ocurre alrededor de los 52 años. La menopausia se refiere únicamente a la última menstruación de la mujer, marcando la transición de un estado reproductivo a uno no reproductivo durante el climaterio. Durante este periodo, los ovarios experimentan un fallo en la maduración de óvulos y se produce un agotamiento ovárico, asociado con la disminución de los niveles de estrógeno.

### Reserva ovárica alta
Si una mujer tiene una reserva ovárica alta, (>14 folículos antrales) tal vez tenga más posibilidades de quedar embarazada. También es posible que pueda esperar meses o años antes de intentar un  embarazo.

### Reserva ovárica baja
Si la reserva ovárica es baja, eso podría significar que va a tener problemas para quedar embarazada y que no debe esperar mucho tiempo para tratar de tener un bebé.
Una reserva ovárica disminuida (Diminished Ovarian Reserve (DOR), en inglés), es irreversible y de velocidad variable, describe a mujeres en edad reproductiva y con menstruación, cuya fecundidad ovárica está reducida en comparación con otras mujeres de la misma edad.

La mayoría de las mujeres con DOR necesitan someterse a FIV y aceptan un menor rendimiento de ovocitos y tasas de embarazo más bajas que aquellas con reserva ovárica normal.

## Evaluación de la reserva ovárica
Se distinguen varias pruebas para determinar el estado de la reserva ovárica. Destacan el análisis hormonal y el estudio ecográfico del ovario. La prueba más fiable para evaluar la reserva ovárica es el análisis de la hormona AMH. La segunda en importancia es el recuento ecográfico de folículos con antro.
- Hormona antimulleriana (AMH) en sangre: es una hormona liberada por los folículos ováricos preantrales y antrales de los ovarios durante toda la vida reproductiva de la mujer. Los niveles de la AMH se pueden medir cualquier día del ciclo menstrual, y es el marcador más utilizado para evaluar la reserva ovárica femenina.

Unos valores elevados de AMH indican una buena reserva ovárica. No obstante, esos valores disminuyen con la edad de la mujer. Un valor de entre 1-3 ng/ml indican una reserva ovárica normal.

La AMH permite predecir la edad aproximada a la que ocurrirá la menopausia, ya que disminuye cuanto menor sea la reserva ovárica.
La prueba de la hormona antimülleriana sirve, para saber qué dosis de medicamentos necesita una  paciente para tratar su infertilidad,

La AMH puede realizarse como una analítica aparte. Su precio suele oscilar entre los 50-80 euros (€). 
- Recuento de folículos antrales (AFC) : El conteo de folículos antrales (AFC) es una buena forma de medir la reserva ovárica. Se observan con ultrasonido. Según el número de folículos antrales (predicen el número de óvulos que se podrían obtener tras una estimulación ovárica controlada) se establecen los distintos niveles de reserva ovárica.

-AFC >24. Muy alta reserva ovárica. Es típica de ovario poliquístico con alto riesgo de hiperandrogenismo, aunque se considera ovario poliquístico cuando hay más de 12 folículos antrales.
-AFC >14. Alta reserva ovárica.
-AFC 8-14. Reserva ovárica normal.
-AFC 4-7. Reserva ovárica subóptima.
-AFC <4. Reserva ovárica baja o muy baja, que incrementa el riesgo de menopausia en los siguientes 7 años.[cita requerida]
- Hormona foliculoestimulante (FSH): es una hormona sexual liberada por la hipófisis. Su función es estimular el desarrollo ovárico. Consideramos valores normales cuando se encuentran inferiores a 6 mUI/ml.
- Estradiol: es una hormona liberada por el ovario. Se consideran óptimos los valores inferiores a 40 pg/ml en los primeros días del ciclo menstrual.

## Rejuvenecimiento ovárico
El término rejuvenecimiento ovárico es incorrecto, ya que no se consigue el rejuvenecimiento del ovario, sino que se provoca la activación de células que están inactivas, por lo que se debe llamar reactivación ovárica.
En la actualidad, existen experimentos con células madre en los que se consigue que roedores  en menopausia produzcan ovocitos de novo.

Otro grupo de experimentos consiste en administrar plasma rico en plaquetas. Esta técnica no consigue el aparente rejuvenecimiento del ovario, sino que la infusión provoca la activación de células que están inactivas (quiescentes), por lo que debe ser llamado reactivación ovárica.

### Células madre
La utilización de células madre podría ser útil en casos de menopausia, porque esta no consiste en el agotamiento de todos los folículos ováricos, sino en la incapacidad de ovular los pocos que quedan. Al ser estos folículos de ~30 años de edad, no se puede evitar el riesgo de trastornos genéticos en el embrión (como aneuploidías).

Se han probado diferentes tipos de células madre: mesenquimales (MSC), adultas y fetales con resultados prometedores, debido a su capacidad para diferenciarse en diferentes linajes de tejido, moverse hacia sitios lesionados y generar un secretoma con capacidad de cicatrización de heridas, capacidades proangiogénicas y antioxidantes.

En revisión sistemática y metanálisis se evaluó la eficacia de la terapia con células madre en  estudios en animales y estudios clínicos de pacientes con Insuficiencia ovárica prematura (POI). 
Este metanálisis sugirió que la terapia con células madre podría ser efectiva en modelos de ratón y pacientes con Insuficiencia ovárica prematura (POI) y podría considerarse un tratamiento potencial para restaurar la capacidad de fertilidad en pacientes con POI.